# 申惠善
申惠善（：／，1989年8月31日—），韓國女演員。2012年12月在電視劇《學校2013》中飾演學生正式以演員身份出道。2017年9月在《我的黃金光輝人生》首次擔任女主角，該劇播出後創下47.5%的高收視，成為KBS電視台當年電視劇收視冠軍。後續主演《雖然30但仍17》、《死之詠贊》、《僅此一次的愛情》、《歡迎回到三達里》，分別飾演小提琴家、聲樂家、芭蕾舞者、攝影師。2020年12月憑《哲仁王后》再次攀上事業高峰。

## 經歷

### 2012-2016年：早期作品
2012年12月，申惠善透過《學校2013》出道。2015年藉由《Oh 我的鬼神君》及《她很漂亮》打開了知名度。2016年出演週末劇《五個孩子》，與演員成勛飾演情侶獲選2016年上半年韓劇最佳情侶 TOP3。

### 2017年：首次擔綱女主角
2017年9月，申惠善於KBS 2TV週末連續劇《我的黃金光輝人生》中首次擔綱第一女主角，該劇不斷刷新收視率新高，韓國全國收視率最高達到四成，她也因此拿下了2017年12月份電視劇演員品牌價值指數榜首。申惠善憑藉該劇獲得2017 KBS演技大獎長篇電視劇女子優秀演技獎以及2018年APAN Star Awards長篇電視劇最優秀女子演技獎，並入圍第54屆百想藝術大獎電視部門女子最優秀演技獎及女子人氣獎。

### 2018-2019年：發展期
2018年，主演《雖然30但仍17》，飾演內心仍是17歲少女的禹書莉。該劇在月火劇同檔迷你劇中，連續蟬聯全時段收視冠軍。於2018年SBS演技大賞月火劇部門，獲得女子最優秀演技獎。（2018年SBS演技大賞由申東燁、申惠善、李帝勛擔任主持人）。
2018年、2019年拍攝電影《翻供》、《盗墓同盟》。其主演的KBS水木連續劇《僅此一次的愛情》於5月播出，憑藉該劇獲得2019年KBS演技大賞女子最優秀演技獎。

### 2020年迄今：身價大漲
2020年，申惠善首次擔綱電影女主角的作品《翻供》，於韓國6月10日上映後連續雙週取得票房冠軍、預售率第一。該劇在韓國影評網站的分數為9.8，在韓國上映期間累計突破90萬人次觀看。由於美國電影公司「索尼影視娛樂」投資《翻供》，因此該片是當時南韓票房前10名電影中，唯一有外國電影公司投資的電影，而台灣成為首個上映《翻供》的海外市場，在台上映期間票房突破3900萬元。申惠善亦憑藉《翻供》提名第41屆青龍電影獎最佳女子新人獎以及第57屆百想藝術大獎最佳女子新人獎。
同年11月4日，電影《盗墓同盟》在韓國上映，連續三週取得票房冠軍，並且突破百億韓元大關的好成績，累計觀眾超過154萬人次，韓國影評網站評分8.5分。由於全球新冠肺炎疫情影響，台灣成為該片唯一海外上映的地區，於11月20日正式上映，主角們也特地以中文「大家好」向台灣觀眾問候。
同年12月，其主演的首部古裝劇《哲仁王后》首播收視率創下tvN歷代電視劇第三、歷代週末劇第二的紀錄，並於同時段保持收視冠軍。該劇播出後頻創自身最高收視成績，躍居tvN歷代電視劇最高收視率第五位。申惠善亦憑藉該劇提名第57屆百想藝術大獎電視部門女子最優秀演技獎以及人氣獎。
2021年1月，某電視劇製作公司代表對媒體表示:「已經向申惠善提出了作品建議，正在等待結果。 不僅是我們的製作公司，各個製作方正在給申惠善劇本，等待她的回答。」 劇本之所以如此集中在申惠善身上，是因爲她在《哲仁王后》的演技超乎想象。

## 影視作品

### 電視劇
| 年份   | 電視台  | 劇名             | 角色           | 性質     |
| 2012年 | KBS2    | 學校2013         | 申惠善         | 女配角   |
| 2014年 | SBS     | 天使之眼         | 車敏秀（少年） | 女配角   |
| 2014年 | tvN     | 高校處世王       | 高允珠         | 女配角   |
| 2014年 | VTV     | 青春歲月         | 韓敏素         | 女配角   |
| 2015年 | tvN     | Oh 我的鬼神君    | 姜恩熙         | 女配角   |
| 2015年 | MBC     | 她很漂亮         | 韓雪           | 女配角   |
| 2016年 | KBS2    | 五個孩子         | 李妍泰         | 女配角   |
| 2016年 | SBS     | 藍色海洋的傳說   | 車詩雅         | 主演     |
| 2017年 | tvN     | 秘密森林         | 永恩秀         | 主演     |
| 2017年 | KBS2    | 我的黃金光輝人生 | 徐知安         | 主演     |
| 2018年 | SBS     | 雖然30但仍17     | 禹書莉         | 主演     |
| 2018年 | SBS     | 死之詠贊         | 尹心悳         | 主演     |
| 2019年 | KBS2    | 僅此一次的愛情   | 李妍書         | 主演     |
| 2020年 | tvN     | 秘密森林2        | 永恩秀         | 特別出演 |
| 2020年 | tvN     | 哲仁王后         | 金昭容         | 主演     |
| 2023年 | tvN     | 今生也請多指教   | 潘知音         | 主演     |
| 2023年 | JTBC    | 歡迎回到三達里   | 趙三達         | 主演     |
| 2024年 | ENA     | 致我的解离       | 朱恩好／朱惠利 | 主演     |
| 2026年 | tvN     | 隱袐的監察       | 朱仁雅         | 主演     |
| 待公布 | Netflix | 杜奧女士         | 金莎拉         | 主演     |

### 電影
| 年份   | 電影         | 角色   |
| 2014年 | 夏夜         | 素羅   |
| 2014年 | Return Match | 珠妍   |
| 2016年 | 檢察官外傳   | 允兒   |
| 2017年 | 一天         | 美京   |
| 2020年 | 翻供         | 安貞仁 |
| 2020年 | 盗墓同盟     | 尹世熙 |
| 2023年 | 千萬別開門   | 张秀贤 |
| 2023年 | 勇敢的市民   | 蘇詩敏 |
| 2024年 | 她死了       | 韩素拉 |

### MV
| 年份   | 歌手            | 歌曲名稱  |
| 2013年 | What Women Want | Curious   |
| 2018年 | Naul            | Feel Like |
| 2018年 | g.o.d           | Snowfall  |

## 獎項
| 年度   | 頒獎典禮                     | 獎項                          | 作品                           | 結果 |
| 2008年 | 青年戲劇節全國青少年獨白大賽 | 金獎                          | 不適用                         | 獲獎 |
| 2015年 | 第34屆MBC演技大獎            | 迷你劇部門 女子新人獎         | 她很漂亮                       | 提名 |
| 2016年 | 第2屆Scene Stealer Festival  | 女子Scene Stealer 新人演員獎  | 五個孩子                       | 獲獎 |
| 2016年 | 第30屆KBS演技大獎            | 女子新人獎                    | 五個孩子                       | 提名 |
| 2016年 | 第30屆KBS演技大獎            | 女子配角獎                    | 五個孩子                       | 提名 |
| 2016年 | 第30屆KBS演技大獎            | 最佳情侶獎（與成勛）          | 五個孩子                       | 提名 |
| 2016年 | 第24屆SBS演技大獎            | 幻想類電視劇 女子優秀演技獎   | 藍色海洋的傳說                 | 提名 |
| 2017年 | 第一屆The Seoul Awards       | 電視部門 女子新人獎           | 秘密森林                       | 提名 |
| 2017年 | 第31屆KBS演技大獎            | 女子最優秀演技獎              | 我的黃金光輝人生               | 提名 |
| 2017年 | 第31屆KBS演技大獎            | 長篇電視劇部門 女子優秀演技獎 | 我的黃金光輝人生               | 獲獎 |
| 2017年 | 第31屆KBS演技大獎            | 最佳情侶獎（與朴施厚）        | 我的黃金光輝人生               | 獲獎 |
| 2017年 | 第31屆KBS演技大獎            | 網络女子人氣獎                | 我的黃金光輝人生               | 提名 |
| 2018年 | 第54屆百想藝術大獎           | 電視部門女子最優秀演技獎      | 我的黃金光輝人生               | 提名 |
| 2018年 | 第54屆百想藝術大獎           | 女子人氣獎                    | 我的黃金光輝人生               | 提名 |
| 2018年 | 第11屆 Korea Drama Awards    | 女子最優秀獎                  | 我的黃金光輝人生               | 提名 |
| 2018年 | 2018 APAN STAR AWARDS        | 長篇電視劇最優秀女子演技獎    | 我的黃金光輝人生               | 獲獎 |
| 2018年 | 第2屆 THE SEOUL AWARDS       | 電視劇部門 最佳女主角         | 我的黃金光輝人生、雖然30但仍17 | 提名 |
| 2018年 | 第2屆 THE SEOUL AWARDS       | 電視劇部門 女子演技獎         | 我的黃金光輝人生、雖然30但仍17 | 提名 |
| 2018年 | Asia Artist Awards           | 演員部門 女子演技獎           | 不適用                         | 提名 |
| 2018年 | 第25屆SBS演技大賞            | 月火電視劇女子最優秀演技獎    | 雖然30但仍17                   | 獲獎 |
| 2018年 | 第25屆SBS演技大賞            | 最佳情侶獎（與梁世宗）        | 雖然30但仍17                   | 提名 |
| 2019年 | 第14屆首爾國際電視節         | 韓流女子演技賞                | 雖然30但仍17                   | 提名 |
| 2019年 | 第14屆首爾國際電視節         | 女演員賞（最佳女演員）        | 死的讚美                       | 提名 |
| 2019年 | 第33屆KBS演技大賞            | 女子最優秀演技獎              | 僅此一次的愛情                 | 獲獎 |
| 2019年 | 第33屆KBS演技大賞            | 最佳情侶獎（與金明洙）        | 僅此一次的愛情                 | 獲獎 |
| 2021年 | 第41屆青龍電影獎             | 最佳女子新人獎                | 翻供                           | 提名 |
| 2021年 | 第57屆百想藝術大獎           | 電影部門女子新人演技獎        | 翻供                           | 提名 |
| 2021年 | 第57屆百想藝術大獎           | 電視部門女子最優秀演技獎      | 哲仁王后                       | 提名 |
| 2021年 | 第57屆百想藝術大獎           | 人氣獎                        | 哲仁王后                       | 提名 |
| 2024年 | 第33屆釜日電影獎             | 年度明星獎                    | 她死了                         | 獲獎 |

## 外部連結
- 申惠善的Instagram帳戶
- 申惠善的X（前Twitter）
- 申惠善在NAVER上的资料
- Daum Cafe （页面存档备份，存于）